# 1978-as Formula–1 svéd nagydíj
A svéd nagydíj volt az 1978-as Formula–1 világbajnokság nyolcadik futama.

## Futam
| Helyezés | #  | Versenyző             | Csapat/Motor       | Körök | Idő/Kiesés oka | Rajthely | Pontszám |
| -------- | -- | --------------------- | ------------------ | ----- | -------------- | -------- | -------- |
| 1        | 1  | Niki Lauda            | Brabham-Alfa Romeo | 70    | 1:41:00,606    | 3        | 9        |
| 2        | 35 | Riccardo Patrese      | Arrows-Ford        | 70    | +34,019        | 5        | 6        |
| 3        | 6  | Ronnie Peterson       | Lotus-Ford         | 70    | +34,105        | 4        | 4        |
| 4        | 8  | Patrick Tambay        | McLaren-Ford       | 69    | +1 kör         | 15       | 3        |
| 5        | 17 | Clay Regazzoni        | Shadow-Ford        | 69    | +1 kör         | 16       | 2        |
| 6        | 14 | Emerson Fittipaldi    | Fittipaldi-Ford    | 69    | +1 kör         | 13       | 1        |
| 7        | 26 | Jacques Laffite       | Ligier-Matra       | 69    | +1 kör         | 11       |          |
| 8        | 7  | James Hunt            | McLaren-Ford       | 69    | +1 kör         | 14       |          |
| 9        | 12 | Gilles Villeneuve     | Ferrari            | 69    | +1 kör         | 7        |          |
| 10       | 11 | Carlos Reutemann      | Ferrari            | 69    | +1 kör         | 8        |          |
| 11       | 16 | Hans-Joachim Stuck    | Shadow-Ford        | 68    | +2 kör         | 20       |          |
| 12       | 25 | Héctor Rebaque        | Lotus-Ford         | 68    | +2 kör         | 21       |          |
| 13       | 9  | Jochen Mass           | ATS-Ford           | 68    | +2 kör         | 19       |          |
| 14       | 36 | Rolf Stommelen        | Arrows-Ford        | 67    | +3 kör         | 24       |          |
| 15       | 10 | Keke Rosberg          | ATS-Ford           | 63    | +7 kör         | 23       |          |
| HN       | 37 | Arturo Merzario       | Merzario-Ford      | 62    | +8 kör         | 22       |          |
| Kiesett  | 5  | Mario Andretti        | Lotus-Ford         | 46    | Motorhiba      | 1        |          |
| Kiesett  | 27 | Alan Jones            | Williams-Ford      | 46    | Kerék          | 9        |          |
| Kiesett  | 4  | Patrick Depailler     | Tyrrell-Ford       | 42    | Felfüggesztés  | 12       |          |
| Kiesett  | 15 | Jean-Pierre Jabouille | Renault            | 28    | Motorhiba      | 10       |          |
| Kiesett  | 2  | John Watson           | Brabham-Alfa Romeo | 19    | Kicsúszás      | 2        |          |
| Kiesett  | 20 | Jody Scheckter        | Wolf-Ford          | 16    | Túlmelegedés   | 6        |          |
| Kiesett  | 3  | Didier Pironi         | Tyrrell-Ford       | 8     | Baleset        | 17       |          |
| Kiesett  | 19 | Vittorio Brambilla    | Surtees-Ford       | 7     | Baleset        | 18       |          |
| NK       | 18 | Rupert Keegan         | Surtees-Ford       |       |                |          |          |
| NK       | 30 | Brett Lunger          | McLaren-Ford       |       |                |          |          |
| NK       | 22 | Jacky Ickx            | Ensign-Ford        |       |                |          |          |

## Statisztikák
Vezető helyen:
- Mario Andretti: 38 (1-38)
- Niki Lauda: 32 (39-70)

Niki Lauda 16. győzelme, 14. leggyorsabb köre, Mario Andretti 13. pole-pozíciója.
- Brabham 19. győzelme.